# Електричний інструмент
Електричний інструмент, електроінструмент — інструмент з електричним джерелом енергії.

## Опис
Джерелом енергії для електричного інструмента може бути електрична мережа (зазвичай, побутова, рідше з напругою 380 В), або електричний акумулятор. Електроінструмент може бути як стаціонарним, так і переносним. Електроінструменти використовуються, як в промисловості, так і в домашньому господарстві. Електроінструмент використовується для різання, свердління, шліфування, полірування, фарбування, приклеювання, зняття лакофарбового покриття; закручування, відкручування та забивання кріплення.

## Будова
Електричний інструмент, зазвичай, складається з корпусу і розміщеного в ньому електродвигуна. Ротор електродвигуна безпосередньо або через редукторні шестерні приводить в обертання шпиндель, в якому закріплено робочий орган машини. У деяких випадках робочий орган з'єднаний з електродвигуном гнучким валом.Також варто відзначити, що в більшості сучасного ручного електроінструменту використовуються колекторні двигуни змінного та постійного струму.

## Види
- Повітряний компресор
- Гравер
- Електродриль
  - Шурупокрут
  - Електровикрутка
  - Мережевий шурупокрут
    - Акумуляторний шурупокрут

  - Гайкокрут
  - Перфоратор
  - Відбійний молоток
- Подрібнювач
- Електростамеска
- Токарний верстат
- Електролобзик
- Електропилки
  - Дискова пилка (циркулярна пилка)
    - Торцева пилка
    - Пилка алмазного різання
    - Пилка холодного різання

  - Шабельна пилка
  - Ланцюгова пилка
  - Стрічкова пилка
  - Штроборіз
  - Бетоноріз
  - Відрізний верстат
- Електроплиткоріз
- Шліфувальна машина
  - Паркетошліфувальна машина
  - Кутова шліфувальна машина («болгарка», «турбинка»)
  - Стрічкова шліфувальна машина
  - Плоска вібраційна шліфмашина
  - Плоска ексцентрикова шліфмашина
  - Заточний верстат
- Фрезер
- Ламельний фрезер
- Електрорубанок
- Нагріваючий електроінструмент
  - Термоклейовий пістолет
  - Будівельний фен
  - Електричний паяльник
- Будівельний степлер
  - Скобозабивний пістолет
  - Цвяхозабивний пістолет
- Тример (газонокосарка)
- Електроножиці

Слід відрізняти електроінструмент від пневмоінструменту, привід якого здійснюється від стисненого повітря.